# Eleições estaduais em Goiás em 1982
As eleições estaduais em Goiás em 1982 ocorreram em 15 de novembro como parte das eleições gerais em 23 estados brasileiros e nos territórios federais do Amapá e Roraima. Foram eleitos o governador Iris Rezende, o vice-governador Onofre Quinan, o senador Mauro Borges, 16 deputados federais e 40 deputados estaduais, além de prefeitos, vice-prefeitos e vereadores. Na época não havia dois turnos em eleições majoritárias e não houve escolha de prefeito em Goiânia e Anápolis. Na primeira disputa direta para o posto desde a vitória de Otávio Lage em 1965, o eleito foi o oposicionista Iris Rezende que atingiu 66,72% dos votos, marca ainda vigente em Goiás.
Nascido no interior do estado o governador Iris Rezende veio para Goiânia aos 16 anos e tornou-se advogado após formar-se em 1960 na Universidade Federal de Goiás quando já era vereador na capital do estado ao vencer as eleições de 1958 pelo PTB chegando à presidência da casa e interinamente à prefeitura. Após mudar para o PSD foi eleito deputado estadual e exercia a presidência do legislativo quando irrompeu o Regime Militar de 1964 e houve a cassação do governador Mauro Borges. Eleito prefeito de Goiânia em 1965 foi cassado pelo Ato Institucional Número Cinco em 17 de outubro de 1969 e teve os direitos políticos suspensos por dez anos, período dedicado à advocacia e à agricultura. Decorrido o tempo de sua punição ingressou no PMDB e venceu as eleições para o Palácio das Esmeraldas ao derrotar três adversários, em especial o engenheiro civil Otávio Lage (PDS) até então o último governador eleito pelo voto popular. Ressalte-se a investidura de Onofre Quinan no governo após a renúncia de Iris Rezende em 1986 para assumir o Ministério da Agricultura no Governo Sarney.
Nas eleições para o Senado Federal PMDB e PDS lançaram candidatos em sublegenda com a vitória de Mauro Borges do PMDB, partido que elegeu o maior número de deputados federais e estaduais.
Em 1982 foram observados o voto vinculado, a sublegenda, a proibição de coligações partidárias e foi também o último pleito onde os eleitores domiciliados no Distrito Federal tiveram seus votos remetidos a Goiás por meio de urnas especiais.
Foi a primeira das quatro vitórias do PMDB ao governo do estado sendo que Iris Rezende retornou ao Palácio das Esmeraldas em 1990.

## Resultado da eleição para governador
Segundo o Tribunal Superior Eleitoral houve 1.445.026 votos nominais (92,60%), 82.324 votos em branco (5,28%) e 33.070 votos nulos (2,12%), resultando no comparecimento de 1.560.420 eleitores.
| Candidatos a governador do estado | Candidatos a vice-governador | Número | Coligação            | Votação | Percentual |
| --------------------------------- | ---------------------------- | ------ | -------------------- | ------- | ---------- |
| Iris Rezende PMDB                 | Onofre Quinan PMDB           | 5      | PMDB (sem coligação) | 964.179 | 66,72%     |
| Otávio Lage PDS                   | Benedito Ferreira PDS        | 1      | PDS (sem coligação)  | 470.184 | 32,54%     |
| Athos Magno Costa e Silva PT      | Percival Coelho PT           | 3      | PT (sem coligação)   | 9.818   | 0,68%      |
| Paulo César Timm PDT              | Freimund Brockes Jr PDT      | 2      | PDT (sem coligação)  | 845     | 0,06%      |
| Fontes:                           |                              |        |                      |         |            |

## Resultado da eleição para senador
Segundo o Tribunal Superior Eleitoral houve 1.384.297 votos nominais (88,71%), 131.947 votos em branco (8,46%) e 44.176 votos nulos (2,83%), resultando na presença de 1.560.420 eleitores. Na soma das sublegendas o PMDB somou 912.710 votos (65,93%) e o PDS somou 461.532 votos (33,34%), o que assegurou uma cadeira senatorial ao partido oposicionista.
| Candidatos a senador da República | Candidatos a suplente de senador                      | Número | Coligação            | Votação | Percentual |
| --------------------------------- | ----------------------------------------------------- | ------ | -------------------- | ------- | ---------- |
| Mauro Borges PMDB                 | Derval de Paiva PMDB                                  | 50     | PMDB (em sublegenda) | 599.601 | 43,31%     |
| Rui Brasil Cavalcanti Júnior PDS  | Antônio Paniago PDS                                   | 10     | PDS (em sublegenda)  | 358.179 | 25,87%     |
| Lázaro Barbosa PMDB               | Dinuamérico Silvino de Oliveira Neto PMDB             | 52     | PMDB (em sublegenda) | 313.109 | 22,62%     |
| Osires Teixeira PDS               | Francisco Ayres da Silva Neto PDS                     | 11     | PDS (em sublegenda)  | 103.353 | 7,47%      |
| Paulo Augusto de Faria PT         | Athos Pereira da Silva PT Onofre Alves de Souza PT    | 30     | PT (sem coligação)   | 9.341   | 0,68%      |
| José de Arimateia e Silva PDT     | Elmo Hélcio Ferreira PDT Osvaldo Caetano de Souza PDT | 21     | PDT (sem coligação)  | 714     | 0,05%      |
| Fontes:                           |                                                       |        |                      |         |            |

## Deputados federais eleitos
São relacionados os candidatos eleitos com informações complementares da Câmara dos Deputados.

Representação eleita
  PMDB: 11
  PDS: 5

| Deputados federais eleitos | Partido | Votação | Percentual | Cidade onde nasceu | Unidade federativa  |
| Irapuan Costa Júnior       | PMDB    | 131.596 |            | Goiânia            | Goiás               |
| Ademar Santillo            | PMDB    | 117.775 |            | Ribeirão Preto     | São Paulo           |
| Iram Saraiva               | PMDB    | 112.184 |            | Goiânia            | Goiás               |
| José Freire                | PMDB    | 82.715  |            | Arraias            | Tocantins           |
| Ibsen de Castro            | PDS     | 74.650  |            | Morrinhos          | Goiás               |
| Jaime Câmara               | PDS     | 74.398  |            | João Câmara        | Rio Grande do Norte |
| Joaquim Roriz              | PMDB    | 66.601  |            | Luziânia           | Goiás               |
| Siqueira Campos            | PDS     | 62.951  |            | Crato              | Ceará               |
| Brasílio Caiado            | PDS     | 55.907  |            | Goiás              | Goiás               |
| Juarez Bernardes           | PMDB    | 52.088  |            | Planaltina         | Goiás               |
| João Divino                | PMDB    | 50.848  |            | Goiânia            | Goiás               |
| Wolney Siqueira            | PDS     | 45.179  |            | Pirenópolis        | Goiás               |
| Fernando Cunha             | PMDB    | 44.269  |            | Itumbiara          | Goiás               |
| Iturival Nascimento        | PMDB    | 43.339  |            | Rio Verde          | Goiás               |
| Genésio de Barros          | PMDB    | 37.539  |            | Morrinhos          | Goiás               |
| Tobias Alves               | PMDB    | 36.105  |            | Miguelópolis       | São Paulo           |
| Fontes:                    |         |         |            |                    |                     |

## Deputados estaduais eleitos
Na disputa pelas 40 vagas da Assembleia Legislativa de Goiás o PMDB conquistou 27 vagas contra 13 do PDS.

Representação eleita
  PMDB: 27
  PDS: 13

| Deputados estaduais eleitos    | Partido | Votação | Percentual | Cidade onde nasceu | Unidade federativa |
| Daniel Antônio                 | PMDB    | 58.943  |            | Arapuá             | Minas Gerais       |
| Moisés Abrão                   | PMDB    | 49.561  |            | Cumari             | Goiás              |
| João Natal                     | PMDB    | 27.129  |            | Macaúbas           | Bahia              |
| Aparecido Antônio de Paula     | PMDB    | 26.759  |            | Inhumas            | Goiás              |
| Radivair Miranda Machado       | PMDB    | 25.925  |            | Itumbiara          | Goiás              |
| Frederico Jaime Filho          | PMDB    | 25.224  |            | Pirenópolis        | Goiás              |
| Romualdo Santillo              | PMDB    | 25.051  |            | Ribeirão Preto     | São Paulo          |
| Valter Pereira Melo            | PMDB    | 24.617  |            | Jaraguá            | Goiás              |
| Maguito Vilela                 | PMDB    | 24.285  |            | Jataí              | Goiás              |
| José Elias Fernandes           | PMDB    | 23.074  |            | Guapó              | Goiás              |
| Francisco de Castro            | PMDB    | 22.522  |            | Jaraguá            | Goiás              |
| Walter José Rodrigues          | PMDB    | 22.324  |            | Luziânia           | Goiás              |
| Juarez Magalhães de Almeida    | PMDB    | 22.277  |            | Formosa            | Goiás              |
| Divino Nogueira Vargas         | PMDB    | 20.890  |            | Iporá              | Goiás              |
| Ivan Ornelas                   | PMDB    | 20.802  |            | Anápolis           | Goiás              |
| Milton Alves Ferreira          | PMDB    | 20.267  |            | Patos de Minas     | Minas Gerais       |
| Jales Fontoura                 | PDS     | 20.079  |            | Goianésia          | Goiás              |
| Brito Miranda                  | PMDB    | 19.028  |            | Pedro Afonso       | Tocantins          |
| Wagner Guimarães Nascimento    | PMDB    | 18.723  |            | Rio Verde          | Goiás              |
| Tarzan de Castro               | PMDB    | 18.704  |            | Alto Araguaia      | Mato Grosso        |
| Pedro Canedo                   | PDS     | 18.690  |            | Anápolis           | Goiás              |
| Victor Ricardo de Araújo       | PMDB    | 18.354  |            | Tiros              | Minas Gerais       |
| Totó Cavalcante                | PMDB    | 18.024  |            | Corrente           | Piauí              |
| Eurico Barbosa dos Santos      | PMDB    | 17.995  |            | Morrinhos          | Goiás              |
| Sérgio Ramos Caiado            | PDS     | 16.124  |            | Anápolis           | Goiás              |
| Mauro Campos Neto              | PMDB    | 16.084  |            | Araguari           | Minas Gerais       |
| Ângelo Rosa Ribeiro            | PMDB    | 16.403  |            | Quirinópolis       | Goiás              |
| Manoel de Oliveira Mota        | PMDB    | 15.889  |            | Remanso            | Bahia              |
| José Denisson de Souza         | PDS     | 15.081  |            | Silvânia           | Goiás              |
| Heli Dourado                   | PDS     | 15.069  |            | Buritis            | Minas Gerais       |
| Hagaús Araújo                  | PMDB    | 14.921  |            | Patos de Minas     | Minas Gerais       |
| Ronaldo Jaime                  | PMDB    | 13.731  |            | Pirenópolis        | Goiás              |
| Turmim Azevedo                 | PDS     | 13.547  |            | Rio Verde          | Goiás              |
| Eurico Veloso do Carmo         | PDS     | 13.128  |            | Rio Verde          | Goiás              |
| Humberto Xavier                | PDS     | 12.874  |            | Quirinópolis       | Goiás              |
| Clarismar Fernandes dos Santos | PDS     | 12.824  |            | Goiânia            | Goiás              |
| Sílvio Paschoal                | PDS     | 12.328  |            | Catalão            | Goiás              |
| Oton Nascimento Júnior         | PDS     | 12.253  |            | Goiânia            | Goiás              |
| Mário Bezerra Cavalcante       | PDS     | 12.148  |            | Miracema do Norte  | Tocantins          |
| Vilmar Rocha                   | PDS     | 11.808  |            | Niquelândia        | Goiás              |
| Fonte:                         |         |         |            |                    |                    |